# Anmäld försvunnen
Anmäld försvunnen är en svensk thriller-serie för TV4 som sändes i 10 avsnitt 1995 i regi av bland andra  Jon Lindström och Thomas Hellberg. Serien gick i repris 1998.

## Handling
Den speciella avdelningen för försvunna personer vid Stockholmspolisen arbetar med liten personal och små ekonomiska resurser.

## Rollista
- Bo Brundin – Valdemar "Valle" Sten
- Peter Sjöquist – Robert Klinga
- Lottie Ejebrant – Sirkka Salminen
- Jacqueline Ramel – Anna Nordenstierna
- Lakke Magnusson – Bengtsson
- Lars Engström – överste Nordenstierna, Annas pappa
- Anders Beckman – Höökmark
- Aida Jerkovic – Mona Klinga Roberts Fru
- Marianne Hedengrahn – Ruth

### Gästroller (i urval)
- Hans Jonsson – Sumpen
- Jonas Karlsson – Martin Rissle
- Margreth Weivers – hushållerskan
- Maria Lundqvist – Jenny Holmlund
- Mia Benson – Gregors granne
- Marie Göranzon – Vera Losman
- Kjell Bergqvist – Jack/Erik Hedberg
- Eva Röse – Susanne Liljeqvist
- Björn Granath – herr Bolinder
- Fredrik Hammar – Daniel
- Stephan Karlsén – Folke Ryd
- Michael Nyqvist – Ronny
- Per Oscarsson – Viktor Davidsson
- Anders Ekborg – Leif Lundberg
- Dan Ekborg – Brorsan Lundberg
- Pierre Fränckel – advokat Lehman